# ان‌سی‌اس: تعقیب
ان‌سی‌اس: تعقیب (انگلیسی: NCS: Manhunt) یک مجموعه تلویزیونی جنایی بریتانیایی است که در سال ۲۰۰۱ منتشر شد.

## بازیگران

### اصلی
- دیوید سوشی
- کیت بارون
- سامانتا باند
- ملانی هیل
- سارا استیوارت
- جانی فیلیپس
- مایکل فاسبندر

### مکمل
- فیلیس لوگان
- کنت کرانام
- استیون برکوف
- زَوی اشتن
- رالف برون
- دنیل میز
- نیکی هنسون
- مایکل مک‌کل